# Minytrema
Minytrema is een monotypisch geslacht van straalvinnige vissen uit de familie van de zuigkarpers (Catostomidae).

## Soort
- Minytrema melanops (Rafinesque, 1820)